# Влколинець
Влколинець — історичне селище у Словаччині в якому зберігся цілісний комплекс старовинної забудови. Селище знаходиться між Високими та Низькими Татрами і є «втіленою Словаччиною». У минулому це було селище селян та батраків. На терасах вони вирощували ячмінь, жито та овес, а також картоплю й капусту. Жили всі великою родиною, а зимою навіть тримали в будинках худобу. Найчастіше будинки складалися з хати, сіней та хліва. Часто прямо в будинку був погріб, де зберігали картоплю. Селище знаходиться на висоті 717 метрів над рівнем моря, мешканців — близько 30.
Дані про Влколинець з'явилися уже 1376 року.

## Сучасність
У кінці ХІХ ст. селище включене до міста Ружомберок. Селище оточене зеленими луками та лісами. У селищі немає ні електрики, ні каналізації, ні інших благ цивілізації. Народні промисли відточувалися віками, й тепер все доведене до досконалості — від архітектури до декоративної творчості. Місцеві мешканці стверджують, що навколо селища бродять вовки й часто можна чути їхнє виття. Центром селища є дзвіниця (1770), церква (1875) та школа (1860). Їх оточує близько 50 будинків.

## Транспорт
Дорога від міста Ружомберок.